# Jane Curtin
Jane Therese Curtin (Cambridge, Massachusetts; 6 de septiembre de 1947) es una actriz estadounidense. Llegó a la fama como miembro del reparto original de la serie de televisión de comedia Saturday Night Live en 1975. 
Ganó un Premio Emmy a la Mejor Actriz Principal en una Serie de Comedia en la década de 1980, por la sitcom Kate & Allie retratando el papel principal de Allison "Allie" Lowell. Curtin, más tarde protagonizó la serie 3rd Rock from the Sun (1996-2001), en el papel de la Dra. Mary Albright junto a John Lithgow, Kristen Johnston, Joseph Gordon-Levitt, French Stewart, Simbi Khali, Elmarie Wendel y Wayne Knight.

## Primeros años
Curtin nació en Cambridge Massachusetts, hija de John Joseph Curtin, dueño de una agencia de seguros y de su esposa Mary Constance (nacida Farrell). Tiene dos hermanos: Larry Curtin, que vive en el sur de Florida y John J. "Jack" Curtin, que falleció en 2008.
Creció en Wellesley, Massachusetts  y se graduó en el Convent of the Sacred Heart, y en la Elmhurst Academy in Portsmouth RI en 1965. Curtin es prima de la actriz y escritora Valerie Curtin.

## Carrera
En 1968, Curtin decide iniciar su carrera artística, uniéndose al grupo de teatro The Proposition, en el que permanece hasta 1972. Protagoniza dos años más tarde la obra Pretzels, en Nueva York. 

### Saturday Night Live
En la segunda mitad de los años setenta triunfa en televisión, especialmente en  Saturday Night Live, donde interviene desde 1975, compartiendo plató entre otros con John Belushi, Dan Aykroyd (1977-78) y Bill Murray (1978-80).
De esa época se recuerdan también sus sketches en el espacio Coneheads.

### Otros trabajos
Tras su paso por Saturday Night Life, y a diferencia de muchos de sus compañeros, Curtin renunció a probar suerte en la pantalla grande y permaneció en televisión. Además, subió a los escenarios de Broadway junto a Joanne Woodward en Candida (1981), de George Bernard Shaw.
Entre 1984 y 1989 protagoniza, junto a Susan Saint James la sit com Kate y Allie, donde interpretó el papel la madre separada Allie Lowell. 
En 1993, Jane Curtin y Dan Aykroyd protagonizaron la película Coneheads, basada en los personajes de Saturday Night Live. 
Más adelante formó parte del reparto de la serie 3rd Rock from the Sun (1996-2001) y posteriormente Crumbs (2006), junto a Fred Savage.
A lo largo de su carrera ha sido premiada con un Globo de Oro y un Premio Emmy, además de haber sido nominada a estos últimos ocho veces más.

## Filmografía

### Películas
| Año  | Título                              | Papel                                  | Notas |
| ---- | ----------------------------------- | -------------------------------------- | ----- |
| 1979 | Mr. Mike's Mondo Video              | Cameo                                  |       |
| 1980 | How to Beat the High Co$t of Living | Elaine                                 |       |
| 1985 | O.C. and Stiggs                     | Elinore Schwab                         |       |
| 1993 | Coneheads                           | Prymatt Conehead/Mary Margaret DeCicco |       |
| 1998 | Antz                                | Muffy (voz)                            |       |
| 2003 | Recess: All Growed Down             | Voz                                    | Video |
| 2004 | Geraldine's Fortune                 | Geraldine Liddle                       |       |
| 2005 | Brooklyn Lobster                    | Maureen Giorgio                        |       |
| 2006 | The Shaggy Dog                      | Juez Claire Whittaker                  |       |
| 2009 | I Love You, Man                     | Joyce Klaven                           |       |
| 2011 | I Don't Know How She Does It        | Marla Reddy                            |       |
| 2013 | Flicker Box                         | Hermana Margaret                       |       |
| 2013 | The Heat                            | Mrs. Mullins                           |       |
| 2018 | The Spy Who Dumped Me               | Carol Freeman                          |       |
| 2018 | Can You Ever Forgive Me?            | Marjorie                               |       |
| 2023 | Jules                               | Joyce                                  |       |

### Televisión
| Año       | Título                                        | Papel                         | Notas                                            |
| --------- | --------------------------------------------- | ----------------------------- | ------------------------------------------------ |
| 1975-1980 | Saturday Night Live                           | Varios personajes             | 107 episodios                                    |
| 1977      | The Love Boat                                 | Regina Parker                 | 1 episodio                                       |
| 1977      | What Really Happened to the Class of '65?     | Ivy                           | Episodio: "Class Hustler"                        |
| 1981      | Bob & Ray, Jane, Laraine, & Gilda             | Ella misma                    | Película para la televisión                      |
| 1982      | Candida                                       | Prossie                       | Película para la televisión                      |
| 1982      | Divorce Wars: A Love Story                    | Vickey Sturgess               | Película para la televisión                      |
| 1983      | The Coneheads                                 | Prymaat (voz)                 | Corto de TV                                      |
| 1984      | Bedrooms                                      | Laura                         | Película para la televisión                      |
| 1984-1989 | Kate & Allie                                  | Allison 'Allie' Lowell        | 122 episodios (papel principal)                  |
| 1988      | American Playhouse                            | Lina McLaidlaw                | Episodio: "Suspicion"                            |
| 1988      | Maybe Baby                                    | Julia Gilbert                 | Película para la televisión                      |
| 1990      | Common Ground                                 | Alice McGoff                  | Película para la televisión                      |
| 1990      | Working It Out                                | Sarah Marshall                | 13 episodios                                     |
| 1994      | Dave's World                                  | Anne                          | Episodio: "Lost Weekend"                         |
| 1995      | Tad                                           | Mary Todd Lincoln             | Película para la televisión                      |
| 1995      | Mystery Dance                                 | Susan Baker                   | 1 episodio                                       |
| 1996-2001 | 3rd Rock from the Sun                         | Dra. Mary Albright            | 137 episodios                                    |
| 1998      | Hercules                                      | Hippolyte (voz)               | Episodio: "Hercules and the Girdle of Hippolyte" |
| 1998      | Recess                                        | Mrs. Clemperer (voz)          | Episodio: "Wild Child"                           |
| 2000      | Catch a Falling Star                          | Fran                          | Película para la televisión                      |
| 2003      | Cyberchase                                    | Lady Ada Byron Lovelace (voz) | Episodio: "Hugs and Witches"                     |
| 2003      | Our Town                                      | Mrs. Webb                     | Película para la televisión                      |
| 2004      | The Librarian: Quest for the Spear            | Charlene                      | Película para la televisión                      |
| 2006      | Crumbs                                        | Suzanne Crumb                 | 13 episodios                                     |
| 2006      | The Librarian: Return to King Solomon's Mines | Charlene                      | Película para la televisión                      |
| 2007      | Nice Girls Don't Get the Corner Office        | Joy                           | Película para la televisión                      |
| 2008      | In the Motherhood                             | Mom                           | Episodio: "Mother Dearest"                       |
| 2008      | The Librarian: Curse of the Judas Chalic      | Charlene                      | Película para la televisión                      |
| 2008-2009 | Gary Unmarried                                | Connie                        | 2 episodios                                      |
| 2009      | Sherri                                        | Margo / Paula's Mom           | Episodio: "Birth"                                |
| 2010      | The Women of SNL                              | Varios                        | Película para la televisión                      |
| 2010      | Rex Is Not Your Lawyer                        | Sin creditar                  | Episodio: "Pilot"                                |
| 2011      | Oprah                                         | Invitada                      | Episodio: "Saturday Night Live Class Reunion"    |
| 2012–2014 | Unforgettable                                 | Joanne Webster                | 16 episodios                                     |